# Ḩakamā
Ḩakamā är en ort i Jordanien.   Den ligger i guvernementet Irbid, i den norra delen av landet, 70 km norr om huvudstaden Amman. Ḩakamā ligger 530 meter över havet och antalet invånare är 7 075.
Terrängen runt Ḩakamā är platt åt sydost, men åt nordväst är den kuperad. Terrängen runt Ḩakamā sluttar norrut. Runt Ḩakamā är det mycket tätbefolkat, med 1 221 invånare per kvadratkilometer. Närmaste större samhälle är Irbid, 5,2 km sydväst om Ḩakamā. Omgivningarna runt Ḩakamā är i huvudsak ett öppet busklandskap.